# Pauladina de Terrassa
La Palaudina de Terrassa són unes postres típiques de la ciutat de Terrassa, un pastisset menut que emula la Torre del Palau de la co-capital vallesana. Està feta a base d'ous, ametlles, avellanes, sucre, xocolata i aromes de ratafia i se sol comercialitzar en una capseta de cartolina.